# Wi-Fi
Pour les articles homonymes, voir Wi-Fi (homonymie).
 (mars 2023).

Exemple d'application du Wi-Fi : impression sans fil.

Le (ou la) Wi-Fi, aussi orthographié wifi, est un ensemble de protocoles de communication sans fil régi par les normes du groupe IEEE 802.11 (ISO/CEI 8802-11). Un réseau Wi-Fi permet de relier par ondes radio plusieurs appareils informatiques (ordinateur, routeur, smartphone, modem Internet, etc.) au sein d'un réseau informatique afin de permettre la transmission de données entre eux.
Apparues pour la première fois en 1997, les normes IEEE 802.11 (ISO/CEI 8802-11), qui sont utilisées internationalement, décrivent les caractéristiques d’un réseau local sans fil (WLAN). La marque déposée « Wi-Fi » correspond initialement au nom donné à la certification délivrée par la Wi-Fi Alliance (« Wireless Ethernet Compatibility Alliance », WECA), organisme ayant pour mission de spécifier l’interopérabilité entre les matériels conformes à la norme 802.11 et de vendre le label « Wi-Fi » aux matériels répondant à ses spécifications. Pour des raisons de facilité d’usage (et de marketing) le nom de la norme se confond aujourd’hui avec le nom de la certification (c’est le cas en France, en Espagne, au Canada, en Suisse, en Tunisie…). Ainsi, un réseau Wi-Fi est en réalité un réseau répondant à une des normes IEEE 802.11. Dans d’autres pays (Allemagne et États-Unis par exemple) de tels réseaux sont aussi nommés par le terme générique WLAN : Wireless LAN (réseau local sans fil).
Grâce aux normes Wi-Fi, il est possible de créer des réseaux locaux sans fil à haut débit. En pratique, le Wi-Fi permet de relier des smartphones, ordinateurs portables, des objets connectés ou autres périphériques à une liaison haut débit. Les débits se sont accrus avec les nouvelles normes Wi-Fi. Voici les débits maximums théoriques (et réels) pour les principales normes : 11 Mbit/s (6 Mbit/s) en 802.11b (1999), 54 Mbit/s (25 Mbit/s) en 802.11a (1999) et 802.11g (2003), 600 Mbit/s en 802.11n (2009),, 1,3 Gbit/s en 802.11ac (Wi-Fi 5, 2013) et 10,5 Gbit/s en 802.11ax (Wi-Fi 6, 2021).

## Historique

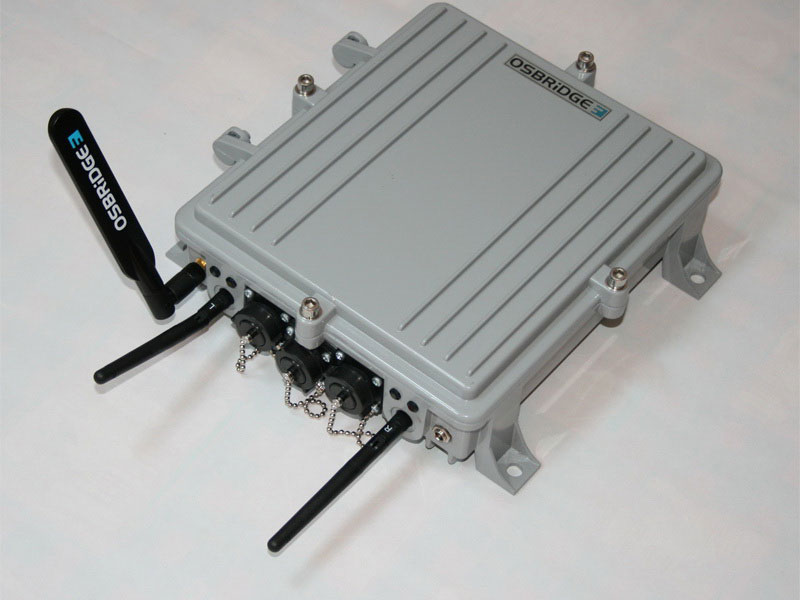
Emetteur Wi-Fi

Le Wi-Fi est un ensemble de normes concernant les réseaux sans fil qui ont été mises au point par le groupe de travail 11 du comité de normalisation LAN/MAN de l'IEEE (IEEE 802). Sa première norme est publiée en 1997, et permet des échanges à une vitesse théorique de 2 Mbit/s. Le protocole se développe en 1999, avec la publication des amendements IEEE 802.11a et 802.11b, permettant respectivement des transferts de 54 Mbit/s et 11 Mbit/s théoriques.

## Le terme «Wi-Fi»

Logo de la Wi-Fi Alliance.

Le terme « Wi-Fi » suggère la contraction de « Wireless Fidelity », par analogie au terme « Hi-Fi » pour « High Fidelity » (apparu dans les années 1930). Cependant, bien que la Wi-Fi Alliance ait elle-même employé fréquemment ce terme dans divers articles de presse internet (notamment dans le slogan « The Standard for Wireless Fidelity »), selon Phil Belanger, membre fondateur de la Wi-Fi Alliance, le terme « Wi-Fi » n'a jamais eu de réelle signification. Il s'agit bien néanmoins d'un jeu de mots avec « Hi-Fi ».
Le terme « Wi-Fi » est issu de la Wi-Fi Alliance, une association créée en 1999 ; il a été inventé par la société Interbrand, spécialisée dans la communication de marque, afin de proposer un terme plus attractif que la dénomination technique « IEEE 802.11b Direct Sequence ». Interbrand est également à l'origine du logo rappelant le symbole du Yīn et du Yang. La marque Wi-Fi a été déposée en France à l'Institut national de la propriété industrielle (INPI) en juin 2000.

### Genre du nom en français
Le Grand Dictionnaire terminologique note que « l'usage a hésité un temps entre le masculin et le féminin, mais a finalement penché vers le masculin ».
Le Larousse, le Multidictionnaire de la langue française et Usito considèrent le mot comme uniquement masculin,, tandis que Le Grand Robert le considère masculin ou féminin.

## Technique

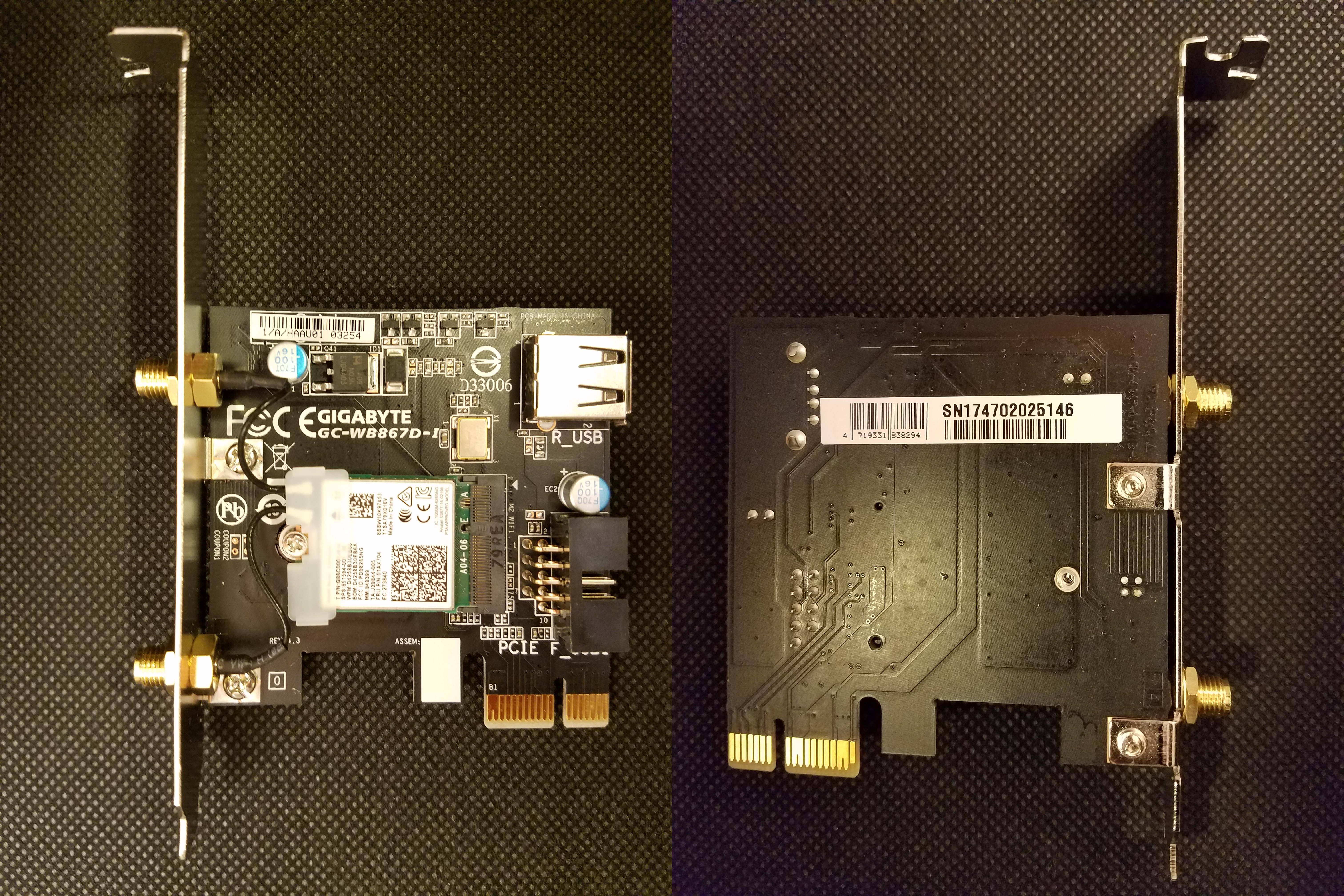
Carte Wi-Fi Gigabyte GC-WB867D-I de 2018.

### Structure (couches du protocole)
Les normes 802.11 s’attachent à définir les couches basses du modèle OSI pour une liaison sans fil utilisant des ondes électromagnétiques, c’est-à-dire :
- la couche physique (notée parfois couche PHY), proposant quatre types de codage de l’information ;
- la couche liaison de données, constituée de deux sous-couches :
  - le contrôle de la liaison logique (Logical Link Control, ou LLC) ;
  - le contrôle d’accès au support (Media Access Control, ou MAC).

La couche physique définit la modulation des ondes radioélectriques et les caractéristiques de la signalisation pour la transmission de données, tandis que la couche liaison de données définit l’interface entre le bus de la machine et la couche physique, notamment une méthode d’accès proche de celle utilisée dans le standard Ethernet et les règles de communication entre les différentes stations. Les normes 802.11 proposent donc en réalité trois couches (une couche physique appelée PHY et deux sous-couches relatives à la couche liaison de données du modèle OSI), définissant des modes de transmission alternatifs que l'on peut représenter de la manière suivante :
| Couche liaison de données | 802.2 (LLC)                              |      |            |
| Couche liaison de données | 802.11 (MAC)                             |      |            |
| Couche physique (PHY)     | \| DSSS \| FHSS \| OFDM \| Infrarouge \| |      |            |
| DSSS                      | FHSS                                     | OFDM | Infrarouge |

Il est possible d’utiliser n’importe quel protocole de transport basé sur IP sur un réseau 802.11 au même titre que sur un réseau Ethernet.

### Modes de mise en réseau
Il existe différents modes de mise en réseau :

#### Le mode «infrastructure»
Mode qui permet de connecter les ordinateurs équipés d’une carte Wi-Fi entre eux via un ou plusieurs points d’accès (PA) qui agissent comme des concentrateurs (exemple : répéteur ou commutateur en réseau Ethernet). Autrefois ce mode était essentiellement utilisé en entreprise. Dans ce cas, la mise en place d’un tel réseau oblige de poser à intervalles réguliers des bornes « point d’accès » (PA) dans la zone qui doit être couverte par le réseau. Les bornes, ainsi que les machines, doivent être configurées avec le même nom de réseau (SSID = Service Set IDentifier) afin de pouvoir communiquer. L’avantage de ce mode, en entreprise, est de garantir un passage obligé par le point d’accès : il est donc possible de vérifier qui accède au réseau. Actuellement les FAI, les boutiques spécialisées et les grandes surfaces fournissent aux particuliers des routeurs sans fil qui fonctionnent en mode « infrastructure », tout en étant très faciles à configurer.

#### Le mode «Ad hoc»
Mode qui permet de connecter directement les ordinateurs équipés d’une carte Wi-Fi, sans utiliser un matériel tiers tel qu’un point d’accès (en anglais : Access Point, ou AP). Ce mode est idéal pour interconnecter rapidement des machines entre elles sans matériel supplémentaire (exemple : échange de fichiers entre portables dans un train, dans la rue, au café…). La mise en place d’un tel réseau consiste à configurer les machines en mode « Ad hoc » (au lieu du mode « Infrastructure »), la sélection d’un canal (fréquence), d’un nom de réseau (SSID) communs à tous et si nécessaire d'une clé de chiffrement. L’avantage de ce mode est de s’affranchir de matériels tiers, c'est-à-dire de pouvoir fonctionner en l'absence de point d'accès. Des protocoles de routage dynamique (exemples : OLSR, AODV…) rendent envisageable l'utilisation de réseaux maillés autonomes dans lesquels la portée ne se limite pas à ses voisins (tous les participants jouent le rôle du routeur).

#### Le mode «Pont» («Bridge»)
Un point d'accès en mode « Pont » sert à connecter un ou plusieurs points d'accès entre eux pour étendre un réseau filaire, par exemple entre deux bâtiments. La connexion se fait au niveau de la couche 2 OSI. Un point d'accès doit fonctionner en mode « Racine » (« Root Bridge », généralement celui qui distribue l'accès Internet) et les autres s'y connectent en mode « Bridge » pour ensuite retransmettre la connexion sur leur interface Ethernet. Chacun de ces points d'accès peut éventuellement être configuré en mode « Pont » avec connexion de clients. Ce mode permet de faire un pont tout en accueillant des clients comme le mode « Infrastructure ».

#### Le mode «Répéteur» («Range-extender»)
Un point d'accès en mode « Répéteur » permet de répéter un signal Wi-Fi plus loin (par exemple pour atteindre un fond de couloir en « L »). Contrairement au mode « Pont », l'interface Ethernet reste inactive. Chaque « saut » supplémentaire augmente cependant le temps de latence de la connexion. Un répéteur a également une tendance à diminuer le débit de la connexion. En effet, son antenne doit recevoir un signal et le retransmettre par la même interface ce qui en théorie divise le débit par deux.

### Les différentes normes Wi-Fi
Le standard IEEE 802.11 est initialement publié en 1997, et offre des débits de 1 ou 2 Mbit/s (Wi-Fi est un nom commercial, et c’est par abus de langage que l’on parle de « normes » Wi-Fi). Des révisions ont ensuite été apportées à ce standard afin d’augmenter le débit, par le biais d'amendements (c’est le cas des amendements 802.11a, 802.11b, 802,11 g, 802.11n et 802.11ac) ou de spécifier des fonctions de sécurité ou d’interopérabilité. Régulièrement, les changements cumulés apportés par les amendements 802.11 sont regroupés en nouvelles versions du standard 802.11, qui sont identifiées par leur année de parution. Le tableau suivant présente les différentes versions du standard 802.11, ainsi que les principaux standards et amendements qu'ils incorporent:
| Année de parution | Nom du standard | Statut   | Principaux standards et amendements incorporés   |
| ----------------- | --------------- | -------- | ------------------------------------------------ |
| 1997              | 802.11-1997     | Remplacé | -                                                |
| 1999              | 802.11-1999     | Remplacé | -                                                |
| 2007              | 802.11-2007     | Remplacé | 802.11-1999, 802.11a, 802.11b, 802.11e, 802,11 g |
| 2012              | 802.11-2012     | Remplacé | 802.11-2007, 802.11n, 802.11p, 802.11s           |
| 2016              | 802.11-2016     | Publié   | 802.11-2012, 802.11ac, 802.11ad                  |

Le tableau suivant présente les principaux amendement du standard 802.11 et leur signification :
| Amendement | Nom                                                            | Description |
| ---------- | -------------------------------------------------------------- | --- |
| 802.11a    | « Wi-Fi 2 »                                                    | L'amendement 802.11a est publié en 1999 ; il permet d’obtenir un haut débit (dans un rayon d'environ 10 mètres : 54 Mbit/s théoriques, 27 Mbit/s réels) dans la bande de fréquence radio SHF des 5 GHz (bande U-NII = Unlicensed - National Information Infrastructure). L'amendement 802.11a spécifie 8 canaux de 20 MHz, non superposés, occupant la bande de 5,150 à 5,350 GHz ; chaque canal est subdivisé en 52 sous-porteuses (codage OFDM). La modulation utilisable est adaptative, en fonction des conditions radio : 16QAM, 64QAM, QPSK ou BPSK. |
| 802.11b    | « Wi-Fi 1 »                                                    | L'amendement 802.11b était l'amendement Wi-Fi le plus répandu en base installée au début des années 2000. Elle propose un débit théorique crête de 11 Mbit/s (6 Mbit/s réels) avec une portée pouvant aller jusqu’à 300 mètres (en théorie) dans un environnement dégagé. La plage de fréquences utilisée est la bande des 2,4 GHz (bande ISM = Industrial Scientific Medical) avec, en France, 13 canaux radio disponibles dont 3 au maximum non superposés (1 - 6 - 11, 2 - 7 - 12...). La modulation utilisable est, au choix : CCK, DBPSK ou QPSK. |
| 802.11c    | Pontage 802.11 vers 802.1d                                     | L'amendement 802.11c n’a pas d’intérêt pour le grand public. Il s’agit uniquement d’une modification de l'amendement 802.1d afin de pouvoir établir un pont avec les trames 802.11 (niveau liaison de données). |
| 802.11d    | Internationalisation                                           | L'amendement 802.11d est un complément au standard 802.11 dont le but est de permettre une utilisation internationale des réseaux locaux 802.11. Elle consiste à permettre aux différents équipements d’échanger des informations sur les plages de fréquences et les puissances autorisées dans le pays d’origine du matériel. |
| 802.11e    | Amélioration de la qualité de service                          | L'amendement 802.11e vise à garantir une qualité de service (QoS) au niveau de la couche « liaison de données ». Cet amendement a pour but de prendre en compte les besoins des différents flux en termes de bande passante et de délai de transmission de manière à permettre, une meilleure transmission de la voix et de la vidéo. Une variante, dite WMM (WiFi Multimédia), qui inclut un sous ensemble de l'amendement 802.11e a été définie notamment pour la VoIP. |
| 802.11f    | Itinérance (roaming)                                           | L'amendement 802.11f est une recommandation destinée aux vendeurs de points d’accès pour une meilleure interopérabilité des produits de fabricants différents. Elle propose le protocole Inter-Access point roaming protocol permettant à un utilisateur itinérant de changer de point d’accès de façon transparente lors d’un déplacement, quelles que soient les marques des points d’accès présents dans l’infrastructure réseau. Cette possibilité est appelée itinérance ((en) roaming). |
| 802.11g    | « Wi-Fi 3 » Amélioration du débit                              | L'amendement 802,11 g, publié en 2003, offre un débit plus élevé (54 Mbit/s théoriques, 25 Mbit/s réels) dans la bande de fréquence des 2,4 GHz. L'amendement 802.11g offre une compatibilité ascendante avec l'amendement802.11b. Cette aptitude permet aux équipements de proposer le 802,11 g tout en restant compatibles avec les réseaux existants 802.11b. Le principe est le même que celui de l'amendement 802.11a (bande des 5 GHz), mais en utilisant 13 canaux composés chacun de 48 sous-porteuses radio et partiellement superposés, dans la bande de fréquences des 2,4 GHz. Le 802,11 g utilise un codage OFDM autorisant de plus hauts débits ; chaque sous-porteuse utilise les modulations classiques BPSK, QPSK ou QAM comme dans l'amendement 802.11a. Le codage OFDM étant interne à chacun des treize canaux de 22 MHz possibles (quatorze au Japon), il est donc possible d'utiliser au maximum, à plein débit, trois de ces canaux non superposés (1 - 6 - 11, 2 - 7 - 12, etc.) |
| 802.11h    |                                                                | L'amendement 802.11h vise à rapprocher le standard 802.11 du standard européen (Hiperlan 2, d’où le « h » de 802.11h) et à être en conformité avec la réglementation européenne en matière de fréquences et d’économie d’énergie. |
| 802.11i    |                                                                | L'amendement 802.11i a pour objectif d’améliorer la sécurité des transmissions (gestion et distribution des clés, chiffrement et authentification). Cet amendement s’appuie sur l’AES (Advanced Encryption Standard) et propose l'authentification (WPA2) et un chiffrement des communications pour les transmissions utilisant les amendements 802.11a, 802.11b, 802,11 g et plus. |
| 802.11IR   |                                                                | L'amendement 802.11IR a été élaboré de manière à utiliser des signaux infra-rouges. Cet amendement est désormais dépassé techniquement. |
| 802.11j    |                                                                | L'amendement 802.11j est à la réglementation japonaise ce que le 802.11h est à la réglementation européenne. |
| 802.11n    | « Wi-Fi 4 » WWiSE (World-Wide Spectrum Efficiency) ou TGn Sync | Ajoute le MIMO (Multiple-Input Multiple-Output) et l'agrégation de porteuses qui augmentent le débit. Des équipements propriétaires, qualifiés de « pré-N » étaient disponibles depuis 2006. Le 802.11n a été conçu pour pouvoir utiliser les bandes de fréquences de 2,4 GHz et/ou 5 GHz. Les premiers adaptateurs 802.11n disponibles étaient souvent simple-bande à 2,4 GHz, mais des adaptateurs double-bande (2,4 GHz ou 5 GHz, au choix) ou double-radio (2,4 GHz et 5 GHz simultanément) sont également disponibles. Le 802.11n sait combiner jusqu’à deux canaux de 20 MHz non superposés, ce qui permet, en théorie d'atteindre une capacité totale théorique de 600 Mbit/s dans la bande des 5 GHz. |
| 802.11r    | Handover                                                       | L'amendement 802.11r, publié en 2008, vise à améliorer la mobilité entre les cellules d'un réseau Wi-Fi et notamment de réduire le temps d'interruption d'une communication en cas de handover : Il permet à un appareil connecté de basculer plus rapidement (moins d'une seconde) et de façon plus fluide d'un point d'accès au suivant. |
| 802.11s    | Réseau Mesh                                                    | L'amendement 802.11s vise à implémenter la mobilité sur les réseaux de type Ad-Hoc. Le débit théorique atteint 10 à 20 Mbit/s. Tout point qui reçoit le signal est capable de le retransmettre. Elle constitue ainsi une toile au-dessus du réseau existant. Un des protocoles utilisé pour mettre en œuvre son routage est OLSR. |
| 802.11u    |                                                                | L'amendement 802.11u a été adopté le 25 février 2011. Elle vise à faciliter la reconnaissance et la sélection de réseaux, le transfert d'informations en provenance de réseaux externes, en vue de permettre l'interopérabilité entre différents fournisseurs de services payants ou avec des hot-spots 2.0. Elle définit aussi des normes en termes d'accès à des services d'urgence. À terme, elle doit entre autres faciliter le délestage des réseaux 3G ou 4G de téléphonie mobile. |
| 802.11v    |                                                                | L'amendement 802.11v a été adopté le 2 février 2011. Elle décrit des règles de gestion des terminaux en réseau : reportings, gestion des canaux, gestion des conflits et interférence, service de filtrage du trafic... |
| 802.11ac   | « Wi-Fi 5 » Amélioration du débit                              | IEEE 802.11ac est l'avant dernière évolution « grand public » du standard de transmission sans fil 802.11 ; elle permet une connexion Wi-Fi haut débit dans une bande de fréquences inférieure à 6 GHz (communément appelée « bande des 5 GHz »). Le 802.11ac offre jusqu'à 1 300 Mbit/s de débit théorique, en utilisant des canaux de 80 MHz, soit jusqu'à 7 Gbit/s de débit global dans la bande des 5 GHz (de 5 170 MHz à 5 835 MHz). Cet amendement a été ratifié en janvier 2014. |
| 802.11ad   | « WiGig » Amélioration du débit                                | Cet amendement utilise la bande de fréquences des 60 GHz. Elle est donc non compatible avec les normes 802.11 précédentes et les équipements compatibles ont rencontré une faible diffusion. |
| 802.11ah   | Consommation d'énergie réduite                                 | Cet amendement, publié en mai 2017, utilise la bande ISM des 900 MHz. |
| 802.11ax   | « Wi-Fi 6/6E » Amélioration du débit et de la portée           | IEEE 802.11ax est la dernière évolution « grand public » du standard de transmission sans fil 802.11. La publication de la version approuvée de ce futur amendement par le comité IEEE 802 était originellement prévue pour novembre 2020 mais celle ci a finalement été repoussée à janvier 2021. La norme a été ratifiée en février 2021 et la publication de la version finale a eu lieu le 19 mai 2021. |
| 802.11ay   |                                                                | Évolution de l'amendement WiGig (802.11ad), avec la gestion de quatre flux sur la bande des 60 GHz, du MIMO et des débits pouvant atteindre jusqu'à 100 Gb/s en théorie. Publication de l'amendement prévue en 2020. |
| 802.11be   | « Wi-Fi 7 »,                                                   | |

Linksys, la division grand public de Cisco Systems, avait développé en 2006 la technologie SRX pour « Speed and Range Expansion » (« vitesse et portée étendue »). Celle-ci agrégeait le signal de deux canaux 802,11 g pour doubler le taux de transfert des données. Le taux maximum de transfert des données via un réseau sans fil SRX400 dépassait alors les capacités des réseaux filaires Ethernet 10/100 que l’on utilisait en 2006 dans la plupart des réseaux.

### Portée
En intérieur, la portée peut atteindre plusieurs dizaines de mètres (généralement entre une vingtaine et une cinquantaine de mètres) s'il n'y a aucun obstacle gênant (mur en béton par exemple) entre l’émetteur et l’utilisateur. Ainsi, des fournisseurs d’accès à Internet peuvent établir un réseau Wi-Fi connecté à Internet dans une zone à forte concentration d’utilisateurs (gare, aéroport, hôtel, train, etc.). Ces zones ou points d’accès sont appelés bornes ou points d’accès Wi-Fi ou « hot spots ».
En extérieur, l'actuel record est détenu par Ermanno Pietrosemoli, président de la Fondation de l’école Latino-américaine de Redes, avec une distance de 382 km.

## Historique de l'intégration

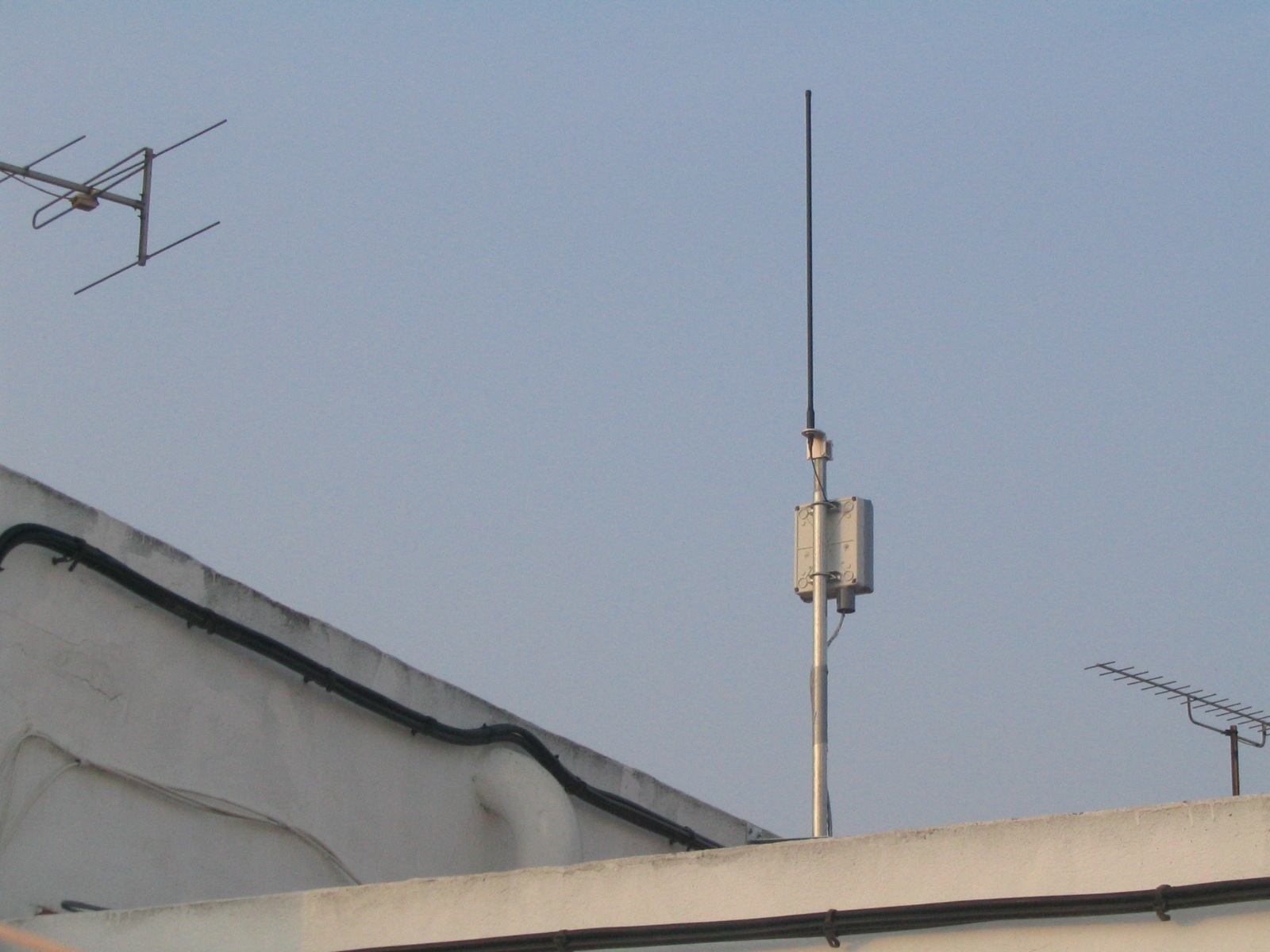
Un point d’accès (PA) Wi-Fi extérieur.

Les iBooks d’Apple furent, en 1999, les premiers ordinateurs à proposer un équipement Wi-Fi intégré (sous le nom d’AirPort), bientôt suivis par le reste de la gamme. D'autres ordinateurs commencent ensuite à être vendus avec des cartes Wi-Fi intégrées tandis que les plus anciens doivent s’équiper d’une carte Wi-Fi externe adaptée (PCMCIA, USB, CompactFlash, PCI, MiniPCI, etc.). À partir de 2003, on voit aussi apparaître des ordinateurs portables intégrant la plate-forme Intel Centrino, qui permet une intégration simplifiée du Wi-Fi.
Les PDA eurent également des cartes Wi-Fi intégrées dans la fin des années 1990, principalement Palm OS et Windows Mobile.

## Consommation énergétique
Selon une étude de l'ADEME de 2020, les box internet Wi-Fi utilisées 22 heures par jour consomment en moyenne 97 kWh/an, ce qui représente un coût annuel de 16 €, c'est-à-dire environ 2 % de la consommation électrique des français, ce qui est du même ordre de grandeur que la consommation électrique d'un lave-linge (101 kWh/an). Il faut le cas échéant y ajouter la consommation de la box TV qui est en moyenne de 97 kWh/an.
La consommation liée au Wi-Fi dans la consommation totale de la box varie selon les modèles et selon la norme Wi-Fi. En moyenne, la consommation liée au Wifi 4 varie de 0,5 à 2,1 watts, au Wifi 5 de 1,2 à 3,2 watts, et celle liée au Wifi 6 de 1,6 à 3,7 watts.

## Controverses, risques et limites

### Risque sanitaire
Le Wi-Fi apparaît pour la première fois en 1997 quand naissent des interrogations sur l'impact des radiofréquences des téléphones mobiles, les antennes relais et autres sources de rayonnement sur la santé humaine ou les écosystèmes. Des débats scientifiques se sont multipliés autour du téléphone mobile, puis des technologies radio reposant sur les micro-ondes, notamment les technologies GSM, WiMAX, UMTS (la 3G), HSDPA (la 3G+), le LTE (4G) ou encore le DECT et le Wi-Fi.
Les ondes Wi-Fi sont maintenant presque omniprésentes dans l'environnement humain. Mais leur fréquence relativement élevée (2,4 GHz et 5 GHz) les font mal traverser les murs. En outre, la puissance des équipements Wi-Fi (~30 mW) est en moyenne vingt fois moindre que celle des téléphones mobiles (~600 mW). De plus, le téléphone est généralement tenu près du cerveau, ce qui n'est pas le cas de certains équipements émettant des ondes Wi-Fi (les box internet ou les téléphones avec micro et écouteur filaires). À une dizaine de centimètres, la densité de puissance du signal est déjà fortement atténuée ; pour une antenne isotrope, elle est inversement proportionnelle au carré de la distance :
{\displaystyle {P={\frac {\text{PIRE}}{4\pi D^{2}}}}},
avec PIRE [W] = puissance isotrope rayonnée équivalente. Dans les deux cas (téléphone et Wi-Fi), il faut prendre en compte le fait qu'ils émettent 24 h sur 24 ou pas, et si on passe beaucoup de temps près de la source.
Les « effets thermiques » des ondes Wi-Fi sont censées comporter un risque faible. Mais depuis le début des années 2010, une exposition croissante et presque constante des humains a justifié de nombreuses études nouvelles, dont certaines détectent des effets non-thermiques.
Certains organismes concluent qu'il n'y  pas ou peu de risques sanitaires, dans le cadre d'une utilisation normale et avec des appareils qui respectent les normes de sécurité.
Santé Canada, sur le site du gouvernement canadien, affirme, tout en citant ses sources, qu'il n'y a aucun risque pour la santé associé aux champs électromagnétiques de radiofréquences émis par des appareils Wi-Fi utilisés à la maison, dans les écoles et dans certains endroits publics, à condition que ces derniers respectent les normes de sécurité.
Pour l'ANSES, il n'est pas nécessaire de durcir les seuils d'exposition de la population aux radiofréquences. Dans son avis de 2013, qui rassemble environ 300 études scientifiques, l'agence inclut également les systèmes Wi-Fi et WiMax. Cette dernière ne semble guère plus avancée qu'en 2009.
L'Agence de protection de la santé (Health Protection Agency) du Royaume-Uni affirme, sur la base des informations scientifiques actuelles (2013), qu'il n'existe à ce jour aucune preuve cohérente de l'impact néfaste sur la santé de la population générale de l'exposition aux signaux radiofréquences émis par le Wi-Fi et les réseaux locaux sans fil. Cette agence gouvernementale britannique ajoute que l'exposition aux équipements Wi-Fi est conforme aux lignes directrices internationales. De plus, selon elle, il n'y a aucune preuve cohérente des effets sur la santé liés à une exposition aux radiofréquences inférieure aux niveaux recommandés. L'agence ajoute également que rien ne justifie que les écoles et autres établissements n'utilisent pas d'équipements Wi-Fi. Enfin, elle souligne que, selon les connaissances actuelles, l'exposition aux radiofréquences provenant du Wi-Fi est probablement inférieure à celle des téléphones portables.
Dans une étude synthétisant l'état des recherches publiée en 2013, Kenneth Foster et John Moulder affirment qu'il n'existe pas de preuve de risques pour la santé sur le Wi-Fi.
En 2018, Martin Pall (en) reproche aux auteurs de cette étude (qu'il juge proches de l'Industrie), d'avoir affirmé qu'il n'existait que sept études importantes sur le Wi-Fi, montrant toutes une absence d'effet. Or, selon Martin L. Pall « aucune de celles-ci n'était des études sur le Wi-Fi, chacune différant du Wi-Fi authentique de trois manières distinctes. F&M pouvaient tout au plus conclure qu'il n'y avait aucune preuve statistiquement significative d'un effet. Les petits nombres étudiés dans chacune de ces sept études liées à F&M montrent que chacune d'elles n'a pas le pouvoir de tirer des conclusions substantielles ».
Un article publié dans la même revue critique l'analyse de Martin L. Pall sur les sept effets potentiels de l'exposition au Wi-Fi. Pour l'auteur, l'analyse de Pall est biaisée car les effets ont été étudiés in vitro ou sur des animaux en laboratoire et non sur des êtres humains. De plus, les conclusions et le titre de l'article de Martin L. Pall ne sont pas appropriés.

### Partage des bandes de fréquences
Le Wi-Fi utilise principalement les bandes de fréquence dites « industrielle, scientifique et médicale », ISM, de 2,4 à 2,483 5 GHz et de 5,150 GHz à 5,850 GHz, partagées avec d'autres types d'usages, ce qui peut conduire à des problèmes d'interférences et de brouillages causés par des fours à micro-ondes, des transmetteurs domestiques, des relais, la télémesure, la télémédecine, la télé-identification, les caméras sans fil, le Bluetooth, les émissions de télévision amateur (amateur TV ou ATV), etc. Inversement, des systèmes tels que la radio-identification (RFID) tendent à compléter les usages du Wi-Fi pour bénéficier de son infrastructure déjà en place, notamment pour la géolocalisation,.
En Wi-Fi, il est recommandé de ne pas utiliser la même fréquence que celle utilisée par les voisins immédiats (collisions) et de ne pas utiliser une fréquence trop proche (interférences). Voir aussi la liste des canaux Wi-Fi.

## Applications et usages du Wi-Fi

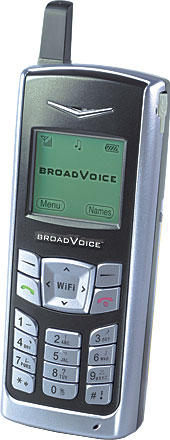
Téléphone utilisant la voix sur IP en Wi-Fi.

Cette technologie peut ouvrir les portes à un grand nombre d’applications pratiques. Elle peut être utilisée avec de l’IPv4, ou de l’IPv6, et permet le développement de nouveaux algorithmes distribués.
Les utilisateurs des hotspots peuvent se connecter dans des cafés, des hôtels, des aéroports, etc. et accéder à Internet mais aussi bénéficier de tous les services liés à Internet (World Wide Web, courrier électronique, téléphonie (VoIP), téléphonie mobile (VoIP mobile), téléchargements, etc.). Cet accès est utilisable de façon fixe, mais parfois également en situation de mobilité (exemple : le hotspot disponible dans les trains Thalys).

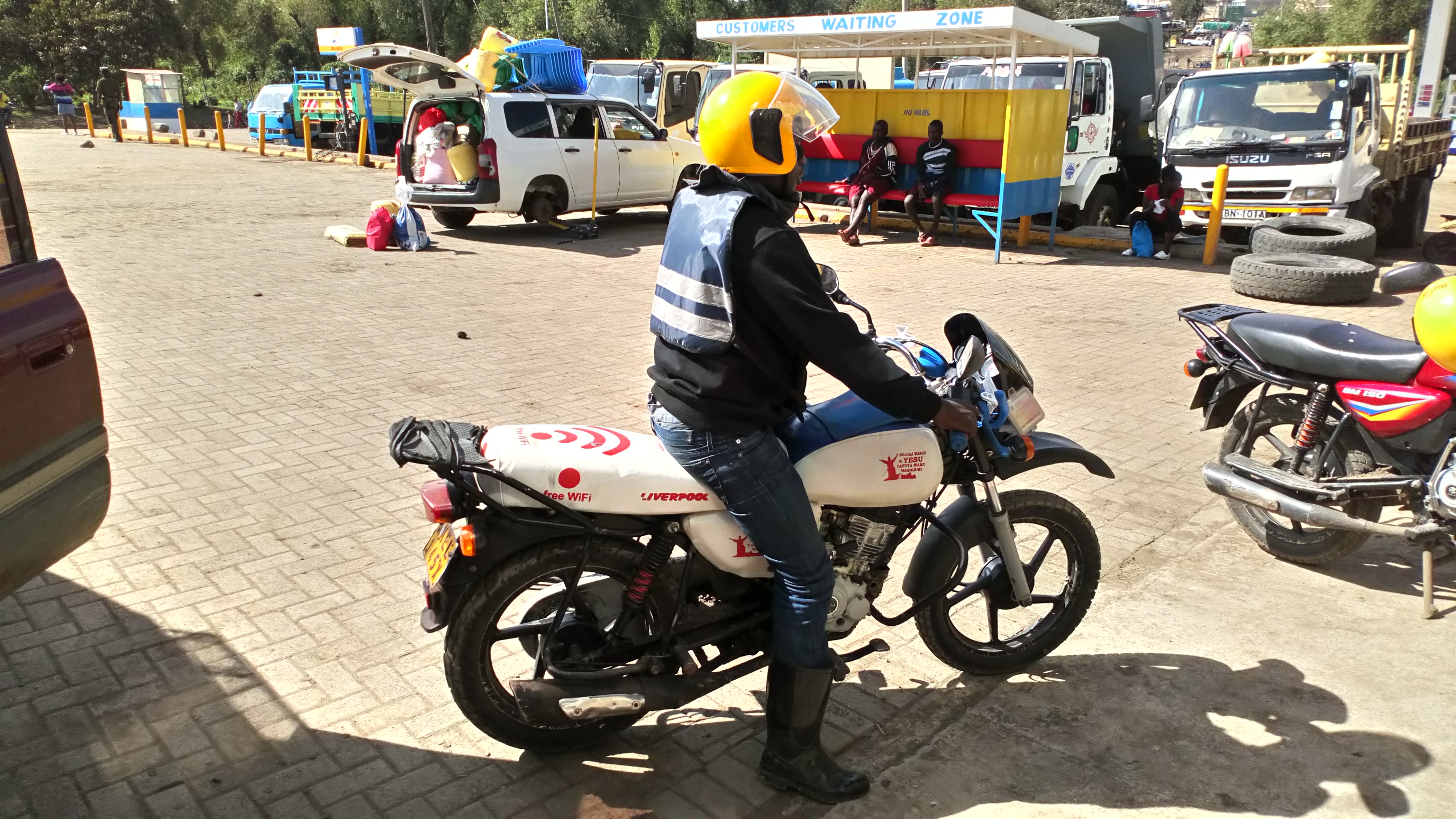
Moto-taxi du Kenya, avec Wi-Fi.

Les hotspots Wi-Fi contribuent à constituer ce que l'on peut appeler un « réseau pervasif ». En anglais, « pervasive » signifie « omniprésent ». Le réseau pervasif est un réseau dans lequel nous sommes connectés, partout, tout le temps si nous le voulons, par l’intermédiaire de nos objets communicants classiques (ordinateurs, téléphones) mais aussi, grâce à des objets multiples équipés d’une capacité de mémoire et d’intelligence : systèmes de positionnement GPS pour voiture, jouets, lampes, appareils ménagers, etc. Ces objets dits « intelligents » sont d’ores et déjà présents autour de nous et le phénomène est appelé à se développer avec le développement du réseau pervasif. À observer ce qui se passe au Japon, aux États-Unis mais aussi en France, l’objet communicant est un levier de croissance pour tout type d’industrie.
En parallèle des accès classiques de type hotspot, le Wi-Fi peut être utilisé pour la technologie de dernier kilomètre dans les zones rurales, couplé à des technologies de collecte de type satellite, fibre optique, WiMAX ou liaison louée.
Les téléphones et smartphones Wi-Fi (GSM, UMTS, DECT) utilisant la technologie VoIP sont devenus très courants.

## Antennes Wi-Fi

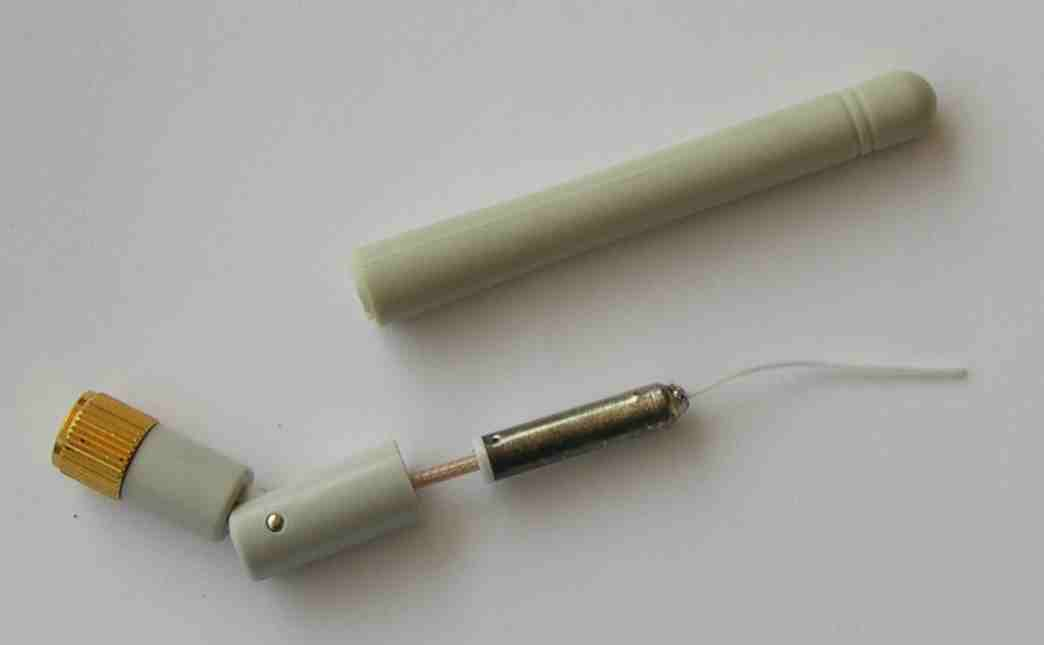
Antenne tige basique omnidirectionnelle à 2.4 GHz.

### Antennes omnidirectionnelles
Les antennes Wi-Fi à couverture omnidirectionnelles ou hémisphériques sont quantitativement les plus répandues ; elles sont notamment utilisées dans les hotspots Wi-Fi et dans les smartphones. Dans ce groupe d'antennes plusieurs types existent :
- le dipôle ressemblant à un stylo est l’antenne tige basique (¼ d’onde) la plus rencontrée. Il est omnidirectionnel, et est destiné à la desserte de proximité. Il équipe aussi certains modèles de caméras sans fil numériques Wi-Fi à 2,4 GHz (conformes CE) permettant une PIRE (Puissance Isotrope Rayonnée Équivalente) maximale autorisée de 100 mW, 20 dBm (D standard indicatif = 500 m à vue).
- L’antenne colinéaire souvent installée sur les toits. Elle est omnidirectionnelle, son gain, 7 à 15 dBi, est lié à sa dimension verticale pouvant atteindre 2 m.
- Les antennes patch (plates) notamment utilisées dans les smartphones et les tablettes tactiles.

Les deux premiers types fonctionnent en polarisation V ; elles peuvent être considérées comme des antennes de stations d’accueil ou de base puisque compatibles avec un environnement 360°.

### Antennes directionnelles
- L’antenne panneau peut être intérieurement un réseau d’antenne quad ou d’antenne patch, ou un réseau de dipôles. Le gain commence vers 8 dBi (8 × 8 cm) pour atteindre 21 dBi (45 × 45 × 4,5 cm). C’est l’antenne qui présente le meilleur rapport gain/encombrement et aussi le meilleur rendement, qui se situe autour de 85 à 90 %. Au-delà de ce gain maximum, elle est difficile à fabriquer, car surgissent des problèmes de couplage (pertes) entre étages des dipôles et il faudrait en plus envisager le doublement de la surface.

Le volume d’une antenne panneau est minimal.
- L’antenne type parabole pleine ou ajourée (grille). Son intérêt d’emploi se situe dans la recherche du gain obtenu à partir d’un diamètre théorique d’approche suivant :
  - 18 dBi = 46 cm ;
  - 19 dBi = 52 cm ;
  - 20 dBi = 58 cm ;
  - 21 dBi = 65 cm ;
  - 22 dBi = 73 cm ;
  - 23 dBi = 82 cm ;
  - 24 dBi = 92 cm ;
  - 25 dBi = 103 cm ;
  - 26 dBi = 115 cm ;
  - 27 dBi = 130 cm ;
  - 28 dBi = 145 cm ;
  - 29 dBi = 163 cm ;
  - 30 dBi = 183 cm.

Le rendement de la parabole est moyen, 45~55 %. Le volume de l’antenne, qui tient compte de la longueur du bracon (bras qui éloigne la tête de réception du réflecteur parabolique), donc de la focale, est significatif.
Une parabole satellite (exemple TPS/CS sans tête 11-12 GHz) est exploitable en Wi-Fi, à condition de prévoir une source adaptée : cornet, patch ou quad mono ou double, etc.
- L’antenne à fentes fournit un diagramme sectoriel.

### Choix d’antenne
Les antennes à gain directionnelles ou omnidirectionnelles sont destinées à la « plus longue portée », possible, quelques kilomètres.
Les antennes panneaux et paraboliques sont uniquement directionnelles, c’est-à-dire qu’elles favorisent une direction privilégiée (plus ou moins ouverte) au détriment d’autres non souhaitées.
Les antennes panneaux sont souvent préférées (voire préférables) lorsque le bilan de liaison est favorable, mais, dès que le système doit être plus performant, les paraboles deviennent nécessaires. Le point d’équilibre, à 21 dBi, se fait avec d’un côté un panneau carré de 45 cm et de l’autre une parabole d = 65 cm.
En conclusion, en directionnel, ou point à point, il est plus intéressant de s’équiper d’abord d’un panneau, puis, si les circonstances l’exigent, d’une parabole.
Les antennes Wi-Fi sont généralement dotées de connecteurs SMA, RP-SMA (reverse polarity SMA), ou N selon le constructeur. Cependant, les antennes à gain (exprimé en dBi ou en dBd) employées à l’émission (réception libre) doivent respecter la réglementation PIRE (puissance isotrope rayonnée équivalente).

### Autres antennes
Il existe d’autres antennes, moins connues, et celles conçues par les wifistes, comme l’antenne cornet, les antennes 2,5 GHz de réalisation amateur, les Yagi, les cornières, les dièdres, les « discones », etc. mais seules les tiges, les panneaux et les paraboles sont significativement utilisées.
Pour améliorer les échanges, il peut être monté au plus près de l’antenne un préamplificateur d’antenne (RX) avec ou sans ampli de puissance mais toujours de type bidirectionnel.